# Janusz Pawlak
Janusz Pawlak (ur. 24 listopada 1920 w Poznaniu, zm. 17 maja 2005 tamże) – polski architekt, nauczyciel akademicki.

## Życiorys
Absolwent Wydziału Architektury Szkoły Inżynierskiej w Poznaniu w 1949 roku i Wydziału Architektury Politechniki Wrocławskiej w 1964. W 1974 ukończył Studium Podyplomowe Konserwacji Zabytków Politechniki Warszawskiej. Od 1948 do 1973 pracował w poznańskim Miastoprojekcie. Od 1981 podjął zatrudnienie w Pracowniach Konserwacji Zabytków. Wykładał na: Szkole Inżynierskiej w Poznaniu (1948-1952), Politechnice Poznańskiej (1968-1970) i Państwowej Wyższej Szkole Sztuk Plastycznych w Poznaniu (1974-1976). Był przewodniczącym Głównego Sądu Koleżeńskiego SARP i pełnomocnikiem Prezesa SARP do spraw remontu i modernizacji Zamku w Tucznie.
Pochowany na cmentarzu Górczyńskim w Poznaniu.

## Zaprojektowane obiekty
Zaprojektował m.in.:
- szkoły w: Łysinach, Kole, Witaszycach, Grabowie, Dobrej, Zagórowie, Bolechowie, Ostrowie Wielkopolskim i Poznaniu (ulice: Jesionowa, Tomickiego i Kutrzeby - XII Liceum Ogólnokształcące),
- warsztaty Szkoły Rzemiosł Precyzyjnych w Poznaniu (ul. Grunwaldzka),
- wnętrza Teatru Nowego w Poznaniu (wraz z rozbudową i modernizacją obiektu; wspólnie z J. Karolczakiem),
- pałace w: Dłoni i Czempiniu (rewaloryzacja),
- zamek w Żarach (rewaloryzacja)[2].